# Franciscaines de Dillingen

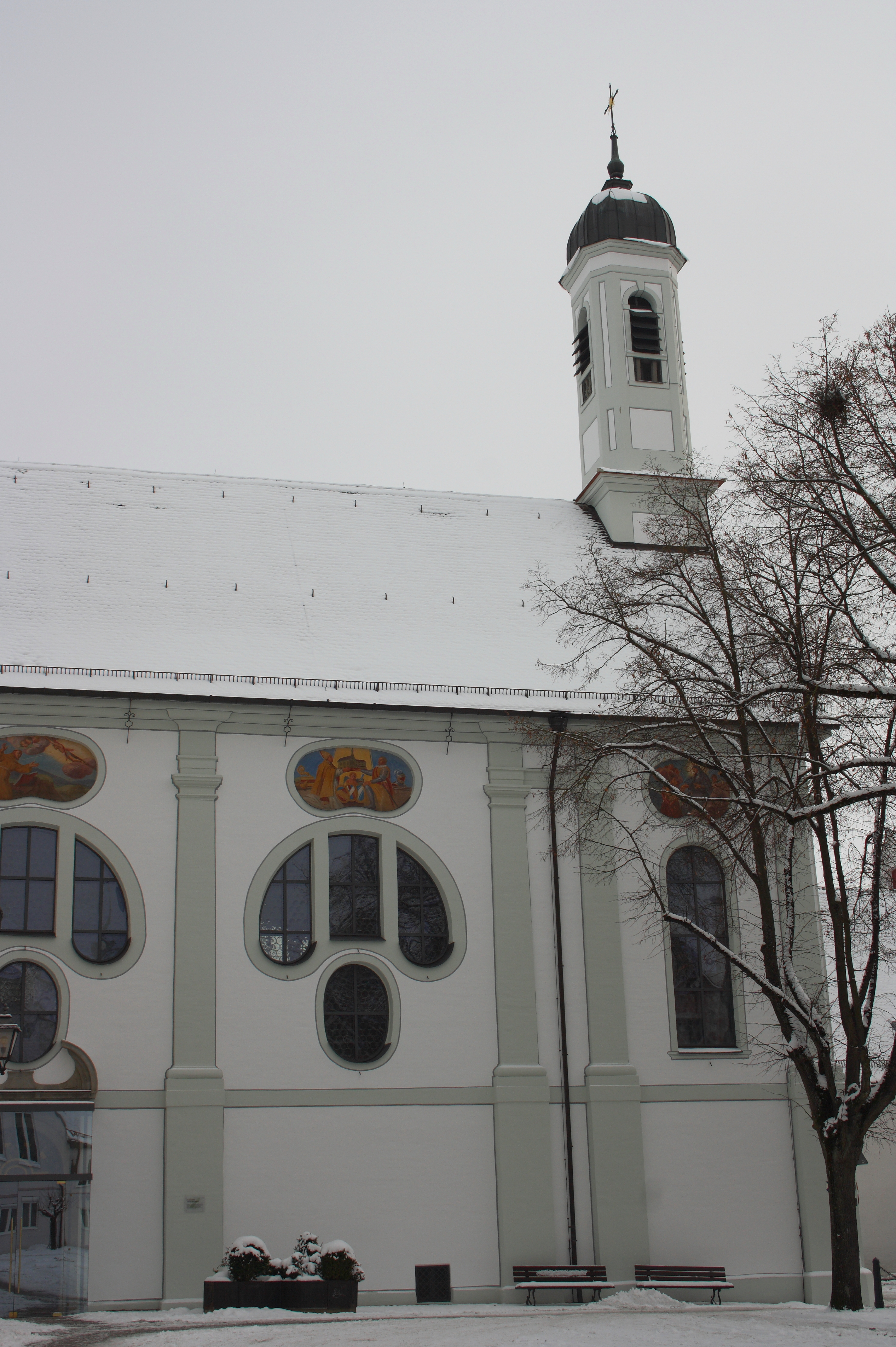
Église conventuelle de l'Assomption de Dillingen.

Les Franciscaines de Dillingen forment une congrégation féminine de droit pontifical fondée en 1241 à Dillingen en Bavière (diocèse d'Augsbourg). Elles se sont organisées au départ dans le mouvement du béguinage.

## Histoire
Ces femmes ont d'abord vécu selon leur propre statut, puis se sont intégrées entre 1303 et 1307 au Tiers-Ordre de Saint François. Elles n'ont eu pendant six cents ans qu'un seul couvent, celui de Dillingen. Du XVIe siècle à la fin du XVIIIe siècle, elle vivent dans une clôture stricte selon une règle strictement contemplative. En 1774, le prince-évêque d'Augsbourg, Clément-Wenceslas leur demande de changer leur règle afin de s'occuper de l'enseignement de fillettes et jeunes filles.
La principauté épiscopale d'Augsbourg est supprimée le 25 février 1803 et deux ans plus tard le couvent de Dillingen est sécularisé par les autorités bavaroises (la Bavière est alliée de la France napoléonienne). Toutefois les religieuses ont le droit de demeurer jusqu'à leur mort dans leur couvent, mais n'ont plus le droit de prendre de novices. Le 25 avril 1827, cette interdiction est levée par le roi Louis Ier de Bavière et les religieuses reprennent la propriété de leur couvent, pouvant accueillir de nouvelles candidates.
À partir de 1843, grâce à un afflux de vocations dû à un changement de règle en 1829, elles fondent de nouvelles filiales en Allemagne du Sud, comme par exemple à Höchstädt et Mödingen en 1843, Dettelbach, Untereisenheim, Wipfeld, Rimpar, Burgau, Gundelfingen et Oettingen. Dans tous ces lieux, elles ouvrent des écoles de filles. À cette époque, la supérieure générale est Mère Theresia Haselmayr qui collabore en entente étroite avec le recteur Johann Evangelist Wagner. C'est à l'âge de vingt-huit ans que Mère Theresia Haselmayr a pris la responsabilité de ses sœurs et du couvent:
« Lorsqu'elle a été élue en 1836, il y avait onze sœurs dans un seul couvent, à sa mort il y avait plus de deux cents religieuses réparties entre la maison-mère et vingt filiales ». Le 27 janvier 1906, elles reçoivent l'approbation définitive de leurs constitutions de la part du Saint-Siège.
Les Franciscaines de Sießen sont issues des Franciscaines de Dillingen, ainsi que la congrégation des Franciscaines de Bonlanden et la congrégation des Franciscaines d'Au. 

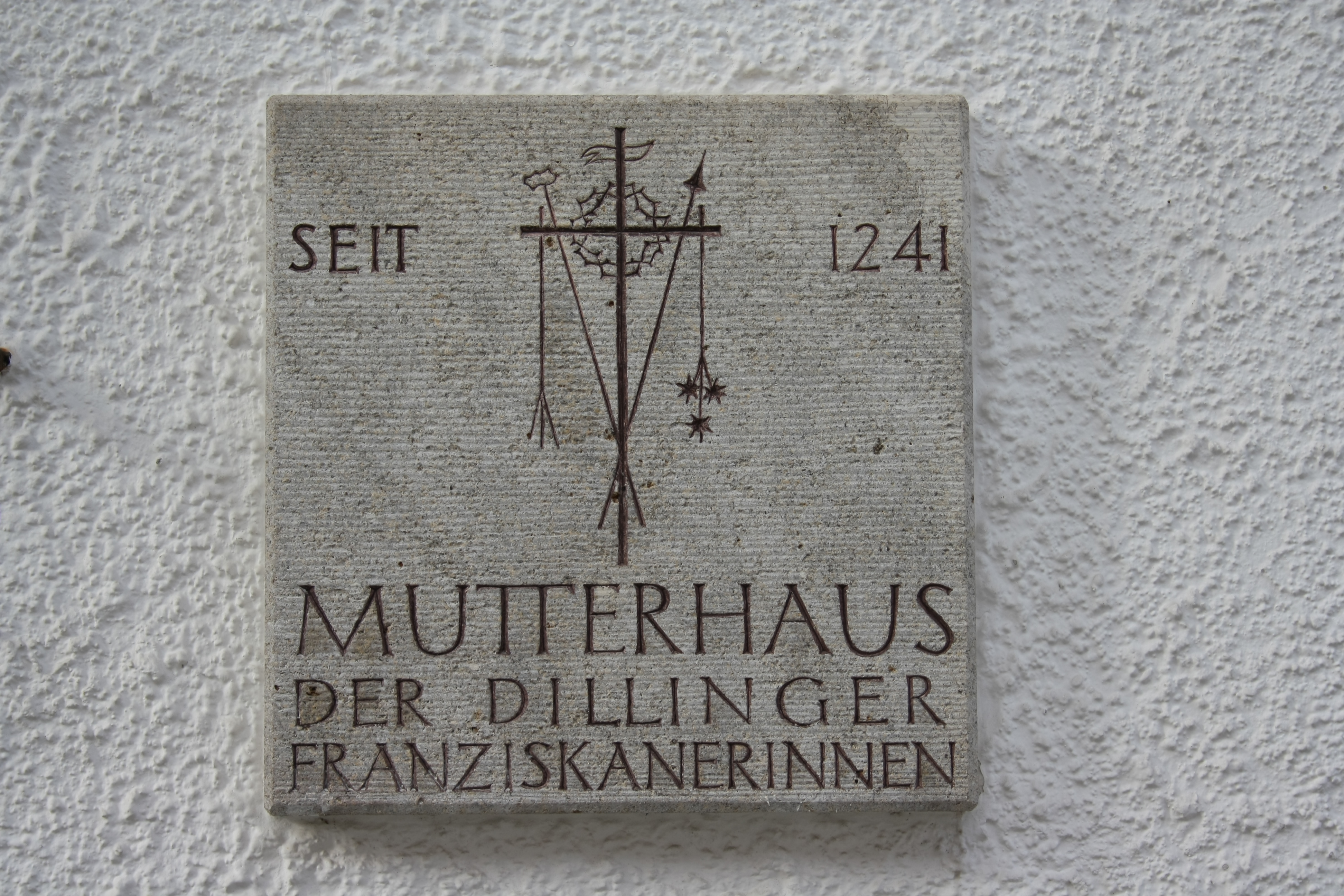
Blason du couvent au portail de la maison-mère de Dillingen.

Les Franciscaines de Dillingen ont pris en charge au cours du temps de multiples activités sociales, pastorales et missionnaires en Allemagne, aux États-Unis, au Brésil et en Inde. Une des trois provinces allemandes de la congrégation est engagée dans le cadre de la fondation Regens-Wagner dans l'aide aux personnes handicapées. Les sœurs s'engagent aussi dans le catéchisme et travaillent dans des jardins d'enfants, dans des maisons de retraite, des écoles, des associations d'aide à la jeunesse, le domaine hospitalier, etc. Elles gèrent à Baschenegg (village dépendant d'Ustersbach) un foyer d'enfance. Toutefois, en 2001, elles ont abandonné la direction des écoles suivantes au diocèse d'Augsbourg : la St.-Bonaventura-Realschule de Dillingen, le St.-Bonaventura-Gymnasium et la Fachakademie für Sozialpädagogik de Dillingen.
À la fin de l'année 2008, la congrégation comptait 851 religieuses dans 93 maisons.
Au 1er janvier 2018, la congrégation comptait 643 religieuses dans 78 maisons organisées en sept provinces, dont trois en Allemagne, deux au Brésil, une en Inde et une aux États-Unis. La supérieure générale depuis 2017 est Mère Roswitha  Heinrich, élue pour six ans. La pyramide des âges en Allemagne, à cause du manque de vocations, montre un très faible nombre de religieuses de moins de cinquante ans.

## Filmographie
- (de) Klosterpioniere: Die selbstbewusste Dienerin, film documentaire de Juri Köster, diffusé à la télévision bavaroise le 21 mars 2007.